# Vrbica (rijeka)
Vrbica je rječica u Hrvatskoj u Imotskom polju. Duga je 3,8 km. Izvire u blizini naselja Ričice, konkretno malih sela Lažete, Sičenice i Tavre, koja su dijelovi Ričica. Ulijeva se u akumulacijsko jezero Ričice.